# Ripabottoni
Ripabottoni ist eine Gemeinde (comune) in der italienischen Region Molise und der Provinz Campobasso. Die Gemeinde liegt in den Apenninen etwa 18,5 Kilometer nordöstlich von Campobasso und hat 430 Einwohner (Stand 31. Dezember 2023).

## Geschichte
Durch ein Erdbeben im Herbst 2002 wurde die Gemeinde erheblich geschädigt.

## Persönlichkeiten
- Paolo Gamba (1712–1782), Maler
- Arturo Giovannitti (1884–1959), US-amerikanischer Gewerkschafter

## Verkehr
Durch die Gemeinde führt die frühere Strada Statale 87 Sannitica (heute die Provinzstraße 146) von Benevento nach Termoli.